# Eumolpus asclepiadeus
Eumolpus asclepiadeus (Sinónimo Chrysochus asclepiadeus) es una especie de insecto coleóptero de la familia Chrysomelidae.
Fue descrita científicamente en 1776 por Pallas.